# Rin de Ferro

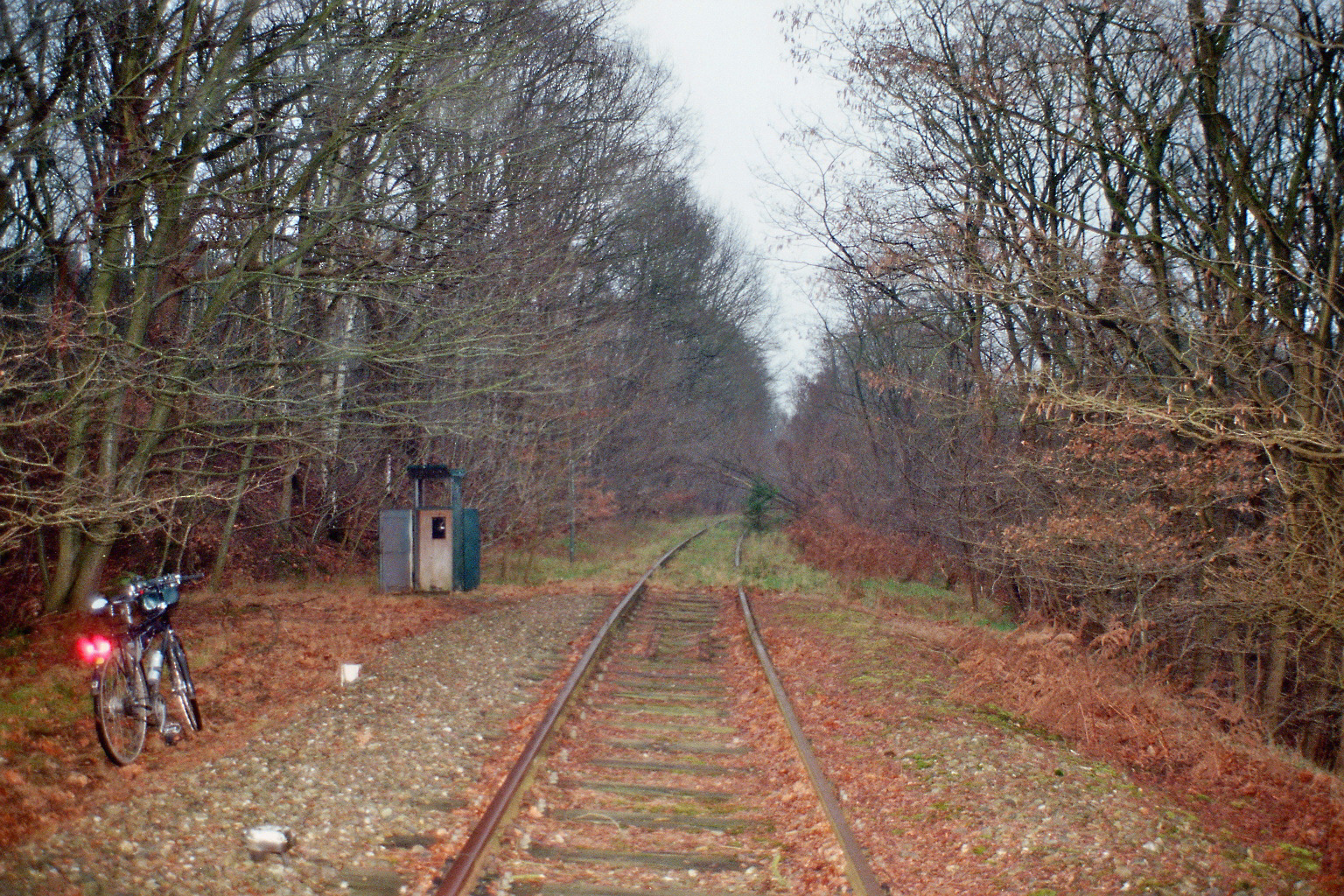
Tram del Rin de Ferro fora de servei a la frontera entre els Països Baixos i Alemanya

El Rin de Ferro (en neerlandès IJzeren Rijn, en alemany Eiserner Rhein) és el ferrocarril que uneix el port d'Anvers (Bèlgica) amb la ciutat de Mönchengladbach (Alemanya) tot travessant la província de Limburg (Països Baixos). Avui dia, un petit tram n'és fora de servei, però la part principal encara s'utilitza per al transport de persones o mercaderies.

## Història

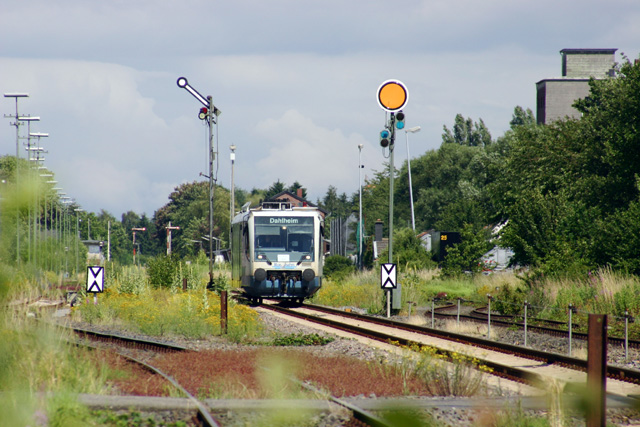
Prop de la base militar britànica de Rheindahlen, a Rin del Nord-Westfàlia

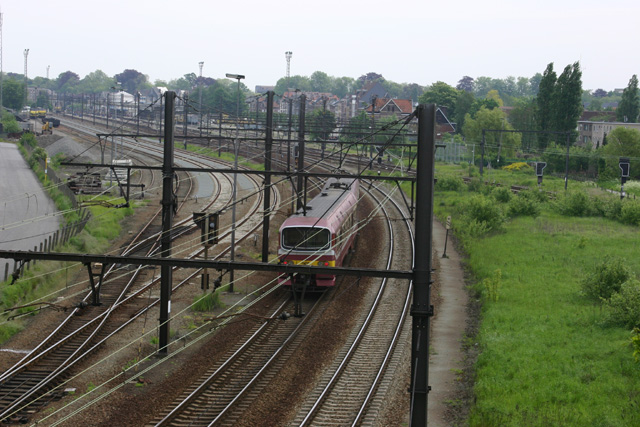
Prop de Lier, a Flandes

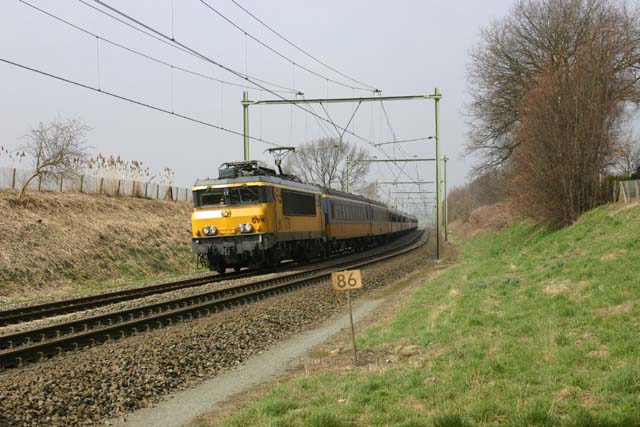
Entre Roermond i Weert, a Limburg

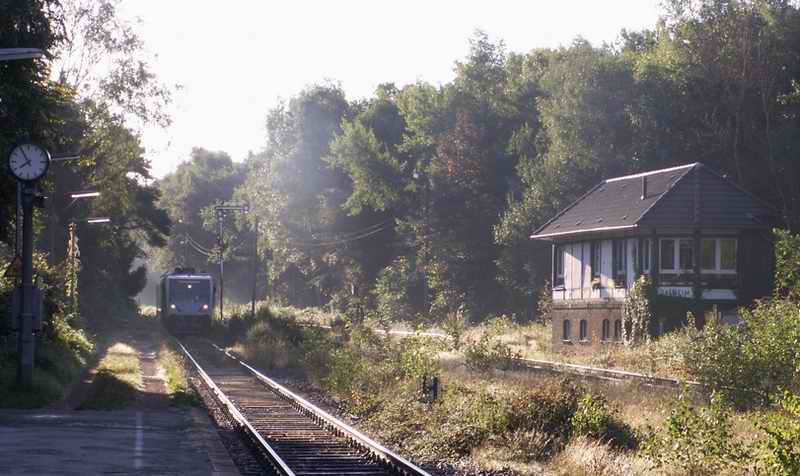
L'estació de Dalheim, població alemanya fronterera amb els Països Baixos

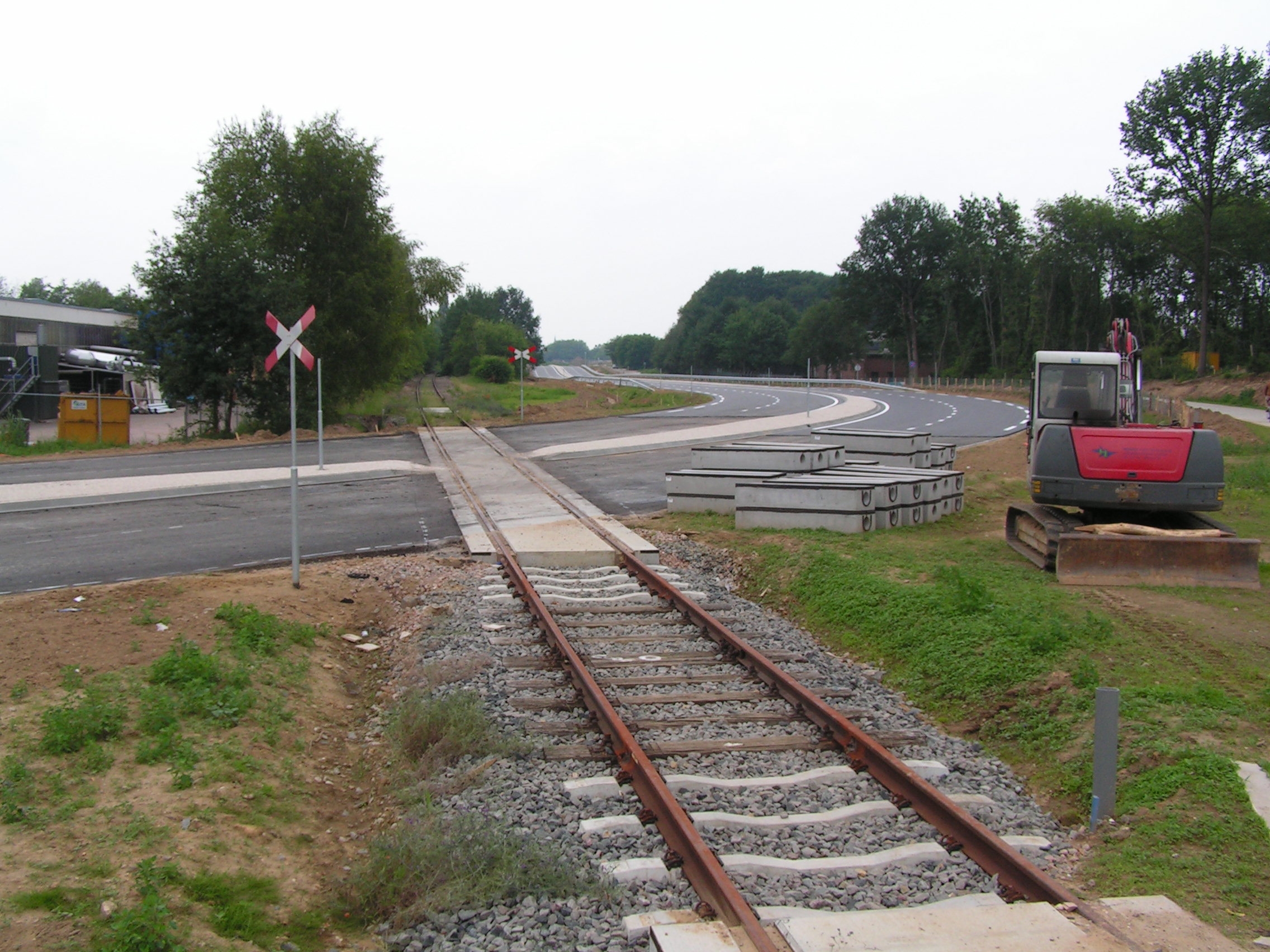
Pas a nivell sobre la carretera provincial 293, a Limburg

El Tractat de Londres de 1839, que confirmava la independència de Bèlgica, atorgava al nou estat el dret de finançar i construir un ferrocarril des d'Anvers a Duisburg (Alemanya). Aquest dret es va confirmar amb el Tractat del Rin de Ferro del 1873.
D'antuvi es pensava de construir un canal, però amb el progrés de la tecnologia va semblar més pertinent el projecte d'una línia ferroviària. La construcció començà el 1869 i s'acabà el 1879. La línia va ser un gran èxit tant per al transport de persones com de mercaderies, però a poc a poc va perdre importància per la competència que representà el transport per carretera. La Segona Guerra Mundial va signar el decret de mort de la línia. Avui, el tram belga només s'utilitza per al transport de mercaderies. El tram Weert-Roermond és part de la xarxa Intercity neerlandesa. El tram entre Roermond i la frontera alemanya va quedar desafectat el 1991.

## Reobertura
Com a part d'un programa de descongestió de les carreteres, Bèlgica va demanar la reobertura de tota la línia, que és més ràpida i menys accidentada que la línia de Montzen. Bèlgica invoca el Tractat de Londres de 1839 i el Tractat del Rin de Ferro de 1873. Els Països Baixos invoquen la protecció de la reserva natural del Meinweg per no obrir la línia. També temen que aquesta línia faci competència a la línia neerlandesa Betuweroute, que malgrat les fortes inversions no acaba d'agafar volada.
El 24 de maig del 2005 el Tribunal Permanent d'Arbitratge (en neerlandès Permanent Hof van Arbitrage) de la Haia va decidir que la línia s'ha de reobrir i que els estats belga i neerlandès n'han de compartir els costs, incloent-hi la construcció d'un túnel sota el Meinweg.
A l'inici de 2007 el tram entre la frontera belga i Weert ha estat modernitzat.
El 15 de març del 2007, per primera vegada des de decennis un tren de mercaderies de la NMBS va fer el trajecte entre Anvers i Duisburg. Va provar que la reobertura de la línia podria reduir la durada del viatge de sis hores a tres. El govern de la Regió de Valònia s'oposà l'11 de maig del 2007 a la reobertura perquè creia que perjudicaria la línia de Montzen i l'ocupació a la província de Lieja.

## Trams del Rin de Ferro
- Línia 15 dels ferrocarrils belgues (Anvers – Mol)
- Línia 19 dels ferrocarrils belgues (Mol – frontera neerlandesa)
- Línia NS dels ferrocarrils neerlandesos (Weert – Roermond)
- Línia DB 2524 dels ferrocarrils alemanys (Dalheim – Rheydt)

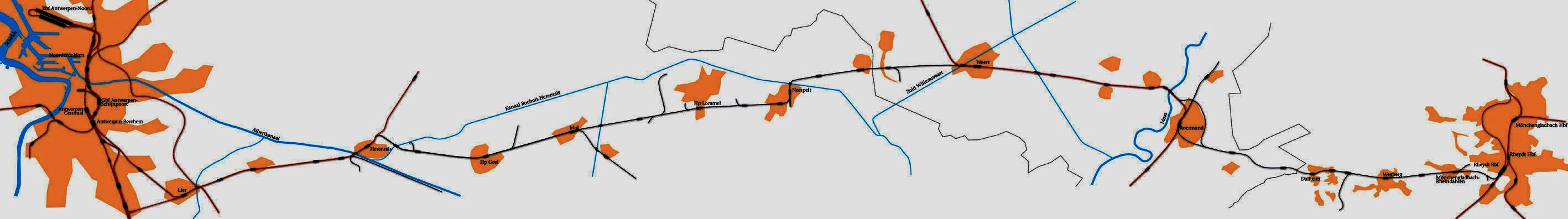
Tram complet del Rin de Ferro des d'Anvers fins a Mönchengladbach